# Borboropactus noditarsis
Borboropactus noditarsis är en spindelart som först beskrevs av Simon 1903.  Borboropactus noditarsis ingår i släktet Borboropactus och familjen krabbspindlar. Inga underarter finns listade.